# Natuurpark Ses Salines d’Eivissa i Formentera

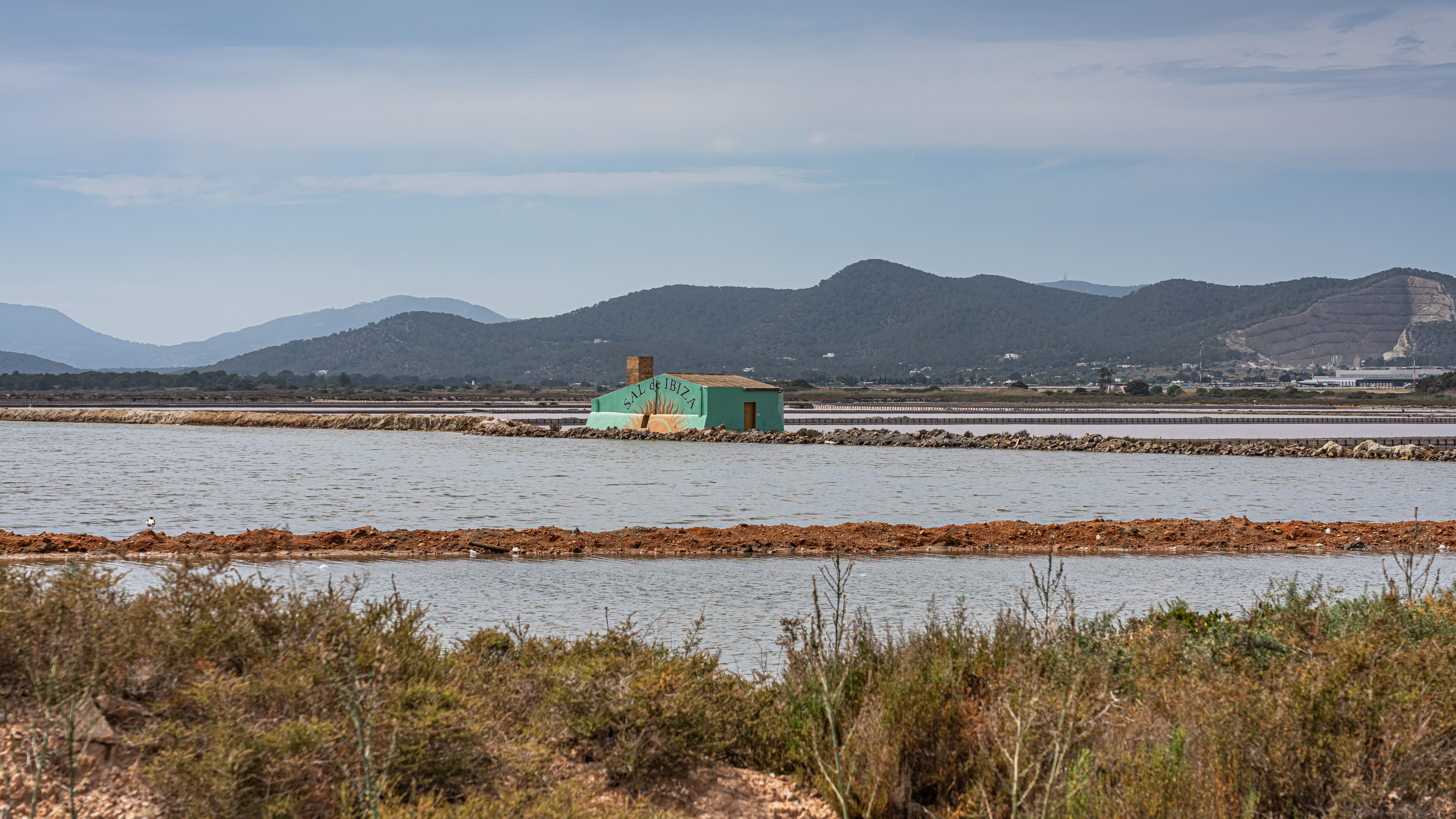

Het Natuurpark ses Salines d’Eivissa i Formentera (Catalaans: Parc natural de ses Salines d'Eivissa i Formentera/ Spaans: Parque Natural de las Salinas de Ibiza y Formentera) is een natuurpark op Ibiza en Formentera (Balearen) in Spanje. Het natuurpark werd opgericht in 2001 en is 15396 hectare groot. Het park omvat zoutpannen.